# محمد علي فردين
محمد علي فردين (بالفارسية: محمدعلى فردين) ( 7 أبريل 1930 - 6 أبريل 2000 في طهران، إيران )كاتب سيناريو ومخرج وممثل إيراني.

## وصلات خارجية
- محمد علي فردين على موقع قاعدة بيانات المصارعة الدولية (الإنجليزية)

- محمد علي فردين على موقع IMDb (الإنجليزية)
- محمد علي فردين على موقع قاعدة بيانات الفيلم (الإنجليزية)
- محمد علي فردين على موقع كينوبويسك (الروسية)